# 719
Cette page concerne l'année 719  du calendrier julien. Pour l'année 719 av. J.-C., voir 719 av. J.-C.
L'année 719 est une année commune qui commence un dimanche.

## Événements
- Mars-avril : Al-Samh devient gouverneur de Cordoue (jusqu’en 721)[1]. Il fait reconstruire en pierre le pont romain de Cordoue sur le Guadalquivir et fait restaurer l’enceinte[2].
- 15 mai[3] : Boniface est envoyé par le pape évangéliser la Hesse (719-724) et la Thuringe (724-731)[4].
- 14 octobre : victoire de Charles Martel à Néry, entre Senlis et Soissons sur les Neustriens et les Aquitains alliés[5]. Eudes d’Aquitaine s’enfuit en emmenant Chilpéric II mais pas son trésor. Ragenfred se retire dans ses domaines autour d’Angers où il meurt en 731. À la mort de Clotaire IV, Charles Martel fait la paix avec Eudes et reconnaît Chilpéric II comme roi de tous les Francs.
- Occupation de la Septimanie par les musulmans d’Espagne qui prennent Narbonne entre le milieu et la fin de l’année et la tiennent jusqu'en 759. Ils menacent l’Aquitaine défendue par le duc Eudes (siège de Toulouse en 721)[6].
- Les lois alémaniques sont codifiées définitivement dans le Lex Alemannorum[7].
- À Constantinople, Léon III fait exécuter l'ex-empereur Anastase II[8].
- L'Église de Nubie transfère son allégeance de l'Église orthodoxe orientale (Melkite) vers l'Église copte[9].
- Devant la conversion massive des Égyptiens à l’Islam, le trésor voit diminuer le nombre des contribuables. Le wali d’Égypte écrit au calife Umar II pour lui demander de soumettre les musulmans à l’impôt. Celui-ci refuse[10].
- Réforme fiscale dans l’empire omeyyade les mawâlî (nouveaux convertis), comme les autres musulmans, sont exemptés de la jiz'ya et astreint au seul paiement de la zakât[11].

## Décès en 719
- Radbod, duc des Frisons  (« l’ennemi de Dieu »).